# Ailly-sur-Meuse
Ailly-sur-Meuse is een Franse plaats en voormalige gemeente in het departement Meuse in de regio Grand Est.
Op 1 januari 1973 werd de gemeente opgeheven en werd Ailly-sur-Meuse opgenomen in de gemeente Han-sur-Meuse.
Ailly-sur-Meuse · Brasseitte · Han-sur-Meuse